# Maciel (Santa Fé)
Maciel é uma comuna da província de Santa Fé, na Argentina.